# Brooklyn Rapid Transit Company
Brooklyn Rapid Transit Company (BRT) fue una empresa holding de transporte público formada en 1896 para adquirir y consolidar las líneas de Brooklyn y Queens, Nueva York, Estados Unidos.
En 1923 la BRT fue reestructurada y salió de la bancarrota como el Brooklyn-Manhattan Transit Corporation.